# Guysborough
Pour les articles homonymes, voir Guysborough (homonymie).
Guysborough est une municipalité du comté de Guysborough situé en Nouvelle-Écosse.
La ville de Guysborough comptait 4670 habitants au recensement de 2016. Sa superficie est de 2 111 km2. La cité portuaire de Guysborough donne sur la baie de Chedabouctou. Guysborough compte 96 % d'anglophones et 4 % d'Acadiens francophones.
La cité fut fondée par les colons français de l'Acadie en 1604 à l'époque de la Nouvelle-France. Vers le milieu du XVIIe siècle, le poste de traite et de pêcherie fut fortifié et prit le nom de Fort de Chedabouctou. 
En 1713, le traité d'Utrecht entre la France et l'Angleterre, partagea l'Acadie en deux, la partie revenant aux Britanniques prit le nom de Nouvelle-Écosse. La France perdait une partie de l'Acadie, dont le fort de Chedabouctou, mais conservait l'Île du Cap-Breton où elle bâtissait la forteresse de Louisbourg. 
Les Anglais s'installèrent à la place des colons acadiens et baptisèrent l'endroit Guysborough.

## Démographie
| 2001  | 2006  | 2011  | 2016  |
| ----- | ----- | ----- | ----- |
| 4 681 | 5 165 | 4 995 | 4 670 |